# Оливейра Монтейро, Жоэл де
Жоэл де Оливейра Монтейро (порт. Joel de Oliveira Monteiro; 1 мая 1904, Рио-де-Жанейро — 6 апреля 1990, Рио-де-Жанейро) — бразильский футболист, вратарь. Участник первого чемпионата мира по футболу, где сыграл один матч, который состоялся 14 июля 1930 года в проигранном матче со сборной Югославией.

## Биография
Жоэл довольно поздно начал профессиональную карьеру и рано её закончил. В целом на профессиональном уровне он выступал всего 5 лет, играя за клуб «Америку», за это время он успел выиграть один чемпионат в Рио и быть вызванным в сборную на первый чемпионат мира, где его игру однозначно назвали провалом, ведь именно он стоял в матче 14 июля с Югославией, бесславно проигранном, в следующей игре его сменил Веллозо, а этот матч стал последним для Жоэла в свитере вратаря сборной Бразилии.

## Награды
- Чемпион штата Рио-де-Жанейро: 1928